# Daimler D.I
Daimler D.I (L6; нім. Daimler D.I) — німецький винищувач, який використовувався в Першій світовій війні.

## Конструкція та доопрацювання
Прототип L6 брав участь у другому конкурсі Idflieg на нову конструкцію винищувача в 1918 році. Змагання проходили в Adlershof з 22 травня по 21 червня. Це призвело до розміщення замовлення на 20 літаків.

## Історія
Виробництво почалося в 1918 році. До моменту перемир'я було виготовлено шість екземплярів, після чого виробництво було припинено.

## Тактико-технічні характеристики
Джерело: 
Основні характеристики
- Екіпаж: 1 пілот
- Довжина: 7.3 м
- Висота: 2.76 м
- Розмах крила: 9.9 м

- Площа крила: 22.6 м²
- Маса порожнього: 750
- Нормальна злітна маса: 925

Льотні характеристики
- Максимальна швидкість: 183 км/год

Озброєння
- Стрілецько-гарматне: 2 × 7.92 mm LMG 08/15 machine guns